# American Woman (песня)
American Woman — песня, выпущенная канадской рок-группой The Guess Who в январе 1970 года на их шестом студийном альбоме с таким же названием. Позже была выпущена как сингл в марте 1970 года с «No Sugar Tonight» на обратной стороне. Сингл достиг № 1 в Billboard Hot 100. Премьера песни состоялась на Seattle Pop Festival в 1969 году, когда группа исполнила её перед 150 000 зрителей.

## История
Текст песни American Woman вызвал в своё время оживлённые дебаты. Рэнди Бахман утверждал, что «Американская женщина», главная героиня песни, есть не кто иная, как Статуя Свободы, и что песня имела антивоенную направленность. Басист группы Джим Кейл и соавтор композиции, отмечал, что песня не была антиамериканским выпадом; скорее — эмоциональной реакцией на долгожданное возвращение музыкантов на родину после изнурительного турне по большим американским городам.
The Guess Who выступили в Белом доме перед Ричардом и Пэт Никсонами, но «American Woman», учитывая её предполагавшуюся антиамериканскую направленность, была исключена из репертуара по просьбе супруги президента США.

### Успех в чартах
Сингл (c треком «No Sugar Tonight» на обороте, который также имел статус A-сайда), поднялся до #1 в списке Billboard Hot 100 и продержался на вершине 3 недели: это был беспрецедентный успех для канадской группы, тем более, что её основными конкурентами в чартах были The Jackson 5 («ABC») и The Beatles («Let It Be»). В UK Top 40 сингл поднялся до #19. Одноимённый альбом стал хитом и первым золотым диском группы в США.
«American Woman» дважды (в 2000 и 2005 годах) признавался Лучшим канадским синглом всех времён журналом Chart Magazine.

#### Кавер-версии
На песню «American Woman» было сделано несколько кавер-версий. Авторы наиболее известных — Ленни Крэвиц, Krokus, Butthole Surfers, Anal Cunt.